# Rivière Jocko (Ontario)
Pour les articles homonymes, voir Jocko.
La rivière Jocko est une rivière du district de Nipissing, dans le nord- est de l' Ontario, au Canada, .  Cet affluent rive droite de la rivière des Outaouais qui alimente le bassin hydrographique du fleuve Saint-Laurent, se situe entièrement dans le parc provincial de Jocko Rivers,.

## Cours
La rivière Jocko prend sa source au lac Jocko dans le canton géographique d' Osborne,. La rivière se dirige vers le nord-est, puis tourne vers le sud-est, un cours qu'elle suit ensuite jusqu'à son embouchure. La rivière Jocko traverse le canton géographique de Garrow  et le canton géographique de Clarkson  avant d'entrer dans le canton géographique de Jocko, passant sous la route 63 de l'Ontario . Il à travers le canton géographique d'Eddy, reçoit les eaux de la rivière Little Jocko et atteint sa confluence avec la rivière des Outaouais.

## Affluents
- Petite rivière Jocko (droite)
- Hanson Creek (droite)
- décharge du lac Little Sucker
- Ruisseau Black Duck (gauche)